# Albatroz-errante
Albatroz-errante, albatroz-gigante  ou albatroz-viageiro (Diomedea exulans) é uma ave da família Diomedeidae que ocorre na maior parte do oceano austral, das margens do gelo que circunda a Antártica (68°S) até o Trópico de Capricórnio (23°S) e, ocasionalmente, até mais ao norte, com alguns registros fora da Califórnia e no Atlântico Norte. Durante o inverno, a maior parte das aves se concentra ao norte da Convergência Antártica.

## Procriação

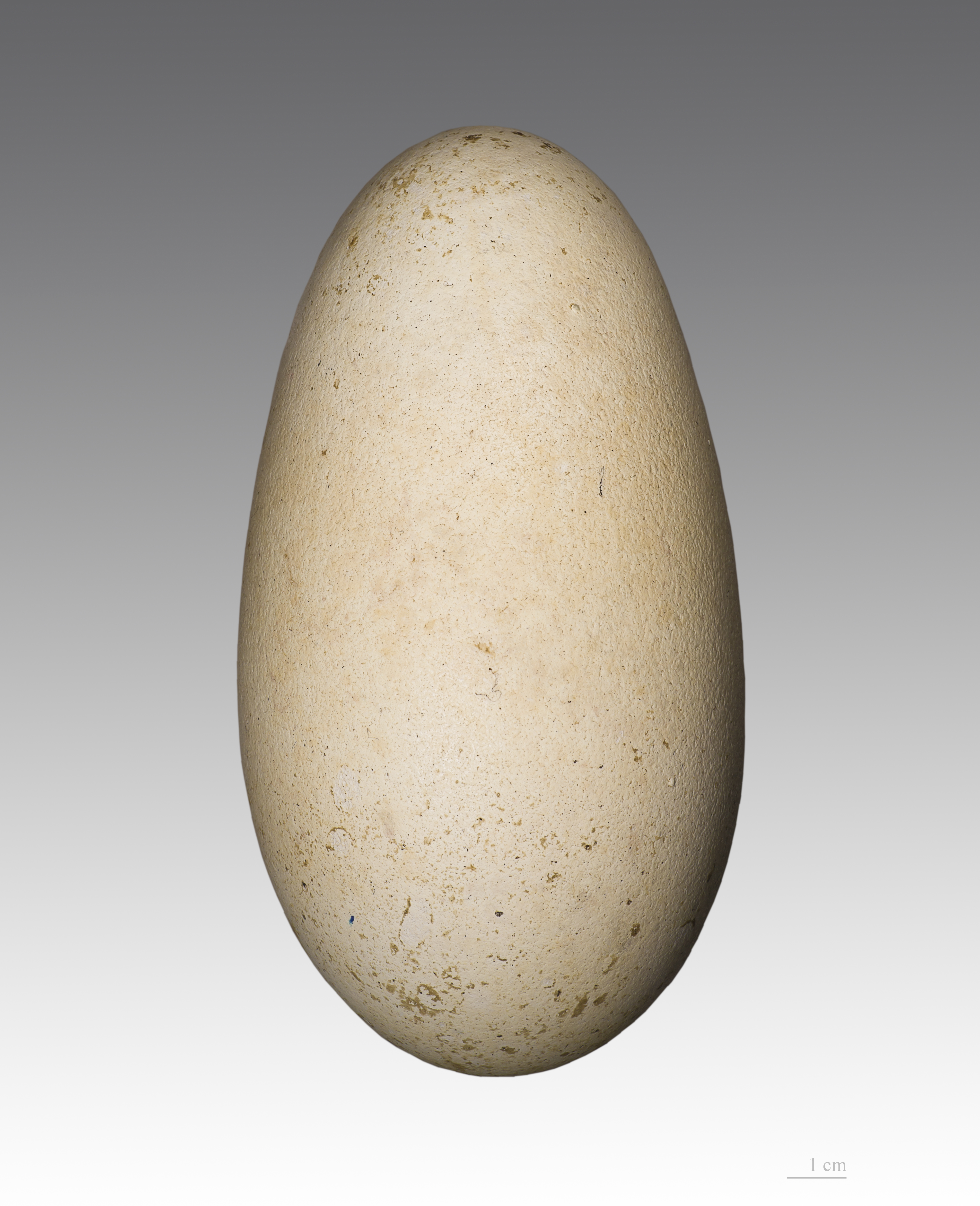
Diomedea exulans

As crias de albatroz-errante são quase totalmente marrons ao deixarem o ninho mas com a idade adquirem a plumagem branca e cinzenta, sendo machos mais brancos que as fêmeas. Os machos das ilhas Geórgia do Sul pesam entre 8,2 e 11,9 kg, enquanto as fêmeas, mais leves, pesam entre 6,4 e 8,7 kg. Este animal partilha com o Marabu e o condor-dos-andes a distinção de possuir a maior envergadura de asas das aves terrestres, variando de 2,90 a 3,50 metros. O albatroz-errante nidifica em colônias dispersas com posturas que ocorrem entre dezembro e fevereiro e que resultam num único ovo. A incubação, partilhada por ambos os pais, dura cerca de 11 semanas e o filhote resultante leva 40 semanas para deixar o ninho (entre novembro e fevereiro). O período reprodutivo é longo (55 semanas) e bi-anual. Os albatrozes-errantes têm uma esperança de vida elevada e é provável que alguns indivíduos ultrapassem os 50 anos de idade. Consequentemente, os machos e fêmeas começam a se reproduzir relativamente tarde, com cerca de 11 anos.

## Alimentação
Esta ave forrageia no talude ou fora da plataforma continental, daí seu nome de errante, onde captura presas principalmente na superfície, dada a limitada capacidade de submergir. Alimentam-se principalmente de lulas (35% da massa consumida pelos filhotes) e peixes (45%) mas também podem consumir carniça (como mamíferos marinhos mortos), tunicados, águas-vivas e crustáceos. A maior parte do alimento é obtida durante o dia, embora ocorra algum forrageamento durante as noites.

## População
A população mundial atual é estimada em cerca de 8 500 casais, o que corresponde a um total aproximado de 28 000 indivíduos maduros, sendo então a espécie considerada como Globalmente Vulnerável (VU, critérios A1b,d; A2b,d) pela IUCN e listada no Apêndice II da Convenção de Espécies Migratórias (CMS).